# Hanumapur, Ranibennur
Hanumapur là một làng thuộc tehsil Ranibennur, huyện Haveri, bang Karnataka, Ấn Độ.